# هارفي مارلات
هارفي مارلات (بالإنجليزية: Harvey Marlatt)‏ مواليد 26 أغسطس 1948 في مقاطعة ألبينا، هو لاعب كرة سلة أمريكي. بدأ مسيرته الاحترافية في سنة 1970. تم اختياره من قبل فريق ديترويت بيستونز خلال الدرافت. يحمل الرقم 26. يبلغ طوله 6 قدم 3 بوصة (1.9 م). اعتزل اللعب في 1972.

## روابط خارجية
- هارفي مارلات على موقع إن بي أي (الإنجليزية)
- هارفي مارلات على موقع سبورتس رفرنس (الإنجليزية)
- هارفي مارلات على موقع ريلجم (الإنجليزية)
- هارفي مارلات على موقع بروبوليرز (الإنجليزية)